# Shiho Nakashima
Shiho Nakashima (jap. 中島志保 Nakashima Shiho; ur. 12 sierpnia 1978 r.) – japońska snowboardzistka.
Jej najlepszym wynikiem olimpijskim jest 9. miejsce w halfpipe’ie na igrzyskach w Turynie.
Najlepszy wynik na mistrzostwach świata osiągnęła na mistrzostwach w Arosa, gdzie zajęła 4. miejsce w halfpipe’ie.
Najlepsze wyniki w Pucharze Świata osiągnęła w sezonie 2005/2006, kiedy zajęła 15. miejsce w klasyfikacji generalnej. W sezonie 2008/2009 była druga w klasyfikacji halfpipe’a.

## Sukcesy

### Igrzyska olimpijskie
| Miejsce | Dzień     | Rok  | Miejscowość | Konkurencja | Zwycięzca    |
| ------- | --------- | ---- | ----------- | ----------- | ------------ |
| 9.      | 13 lutego | 2006 | Turyn       | Halfpipe    | Hannah Teter |
| 13.     | 18 lutego | 2010 | Vancouver   | Halfpipe    | Torah Bright |

### Mistrzostwa Świata
| Miejsce | Dzień       | Rok  | Miejscowość | Konkurencja | Zwycięzca     |
| ------- | ----------- | ---- | ----------- | ----------- | ------------- |
| 7.      | 22 stycznia | 2005 | Whistler    | Halfpipe    | Doriane Vidal |
| 4.      | 20 stycznia | 2007 | Arosa       | Halfpipe    | Manuela Pesko |
| 5.      | 23 stycznia | 2009 | Kangwŏn     | Halfpipe    | Liu Jiayu     |

### Puchar Świata

#### Miejsca w klasyfikacji generalnej
- 2002/2003 - -
- 2003/2004 - -
- 2004/2005 - -
- 2005/2006 - 15.
- 2006/2007 - 27.
- 2007/2008 - 58.
- 2008/2009 - 16.
- 2009/2010 - 86.

#### Miejsca na podium
1. Whistler – 10 grudnia 2005 (Halfpipe) - 1. miejsce
2. Kreischberg – 9 stycznia 2006 (Halfpipe) - 3. miejsce
3. Furano – 18 marca 2006 (Halfpipe) - 3. miejsce
4. Furano – 18 lutego 2007 (Halfpipe) - 3. miejsce
5. Cardrona – 7 września 2008 (Halfpipe) - 1. miejsce
6. Saas-Fee – 31 października 2008 (Halfpipe) - 2. miejsce
7. Stoneham – 20 lutego 2009 (Halfpipe) - 2. miejsce